# 普通徴収
普通徴収（ふつうちょうしゅう）とは、徴税吏員（主に地方公共団体の長）が法律や条例で定められた方法で税額を決定しその税額や納期、納付場所などを記載した納税通知書を当該納税者に交付することによって地方税を徴収することをいう（地方税法第1条第1項第7号）。特別徴収の税金や社会保険料等と異なり、直接本人が金融機関等で納付する方法である。普徴（ふちょう）と略される。

## 概要
普通徴収の方法による地方税として、個人事業者等の住民税（市町村が個人の市町村民税と道府県民税を併せて徴収）がある。
また都道府県税では個人事業税、不動産取得税、自動車税、鉱区税があり市町村税では固定資産税、軽自動車税、都市計画税がある。国民健康保険を行う市町村の国民健康保険料（税）（後期高齢者支援金等を含む）、介護保険料についても普通徴収による方法がある。

### 住民税
住民税については、給与所得者（サラリーマンや公務員など）は原則として毎月の給与から天引きされる。これを特別徴収という。給与支払者（法人や個人事業主など）には、特別徴収の義務がある。一方給与所得者や年金受給者以外は天引きが不可能であるため、個別に市町村からの税額決定通知書により市町村の会計窓口や指定金融機関などで納付をさせられる。普通徴収の住民税の納期限は原則として、6月、8月、10月、1月中で市町村の条例で定められる（多くは当該月の月末）。
給与所得者に普通徴収の納付書が届くことがある。これは給与や公的年金等以外に副収入があった場合、前の職場を退職後次の職場で特別徴収の継続をしていない場合などである。確定申告の際、給与・公的年金等以外の所得について普通徴収を選択した場合、確定申告書で特別徴収希望の記載をしなかった場合には、全体の課税額から特別徴収分の額を引いた額が普通徴収分として課される（「併徴」と呼ぶことがある）。
地方税法上は給与所得についてはすべて給与からの特別徴収が定められている。副業がアルバイト等の給与所得の場合であっても、主たる給与を受ける職場で、主たる給与以外の給与所得についての税金も特別徴収されることとなっている。東京都では、平成29年から、普通徴収切替理由書で特例の申請をしない限り特別徴収になる。
給与所得者に普通徴収の納付書が届いた場合、給与支払者に納付書を持っていけば、原則として特別徴収に切り替えることができる。また、年度の中途からでも可能である（例：1・2期分を普通徴収で支払い、3期以降を10月から特別徴収に切り替え）。ただし納付書の納期が過ぎている場合、原則として切り替えができない。

### 介護保険料
介護保険料については、年金から天引きする特別徴収と、納付書により納付する普通徴収がある。支給年金額が年18万円未満又は年金を受給されていない場合、65歳になった場合、他の市区町村から転入された直後の場合などは、普通徴収になる。
なお、被用者保険の健康保険料に含まれる介護保険料は、65歳になるまで給与から天引きされる。

## 参照
1. ↑  東京都主税局＜税金の種類＞＜個人住民税＞＜個人住民税の特別徴収推進ステーション＞＜個人住民税と特別徴収について＞